# Vincent Braam
V.T.M. (Vincent) Braam (30 oktober 1950) is een Nederlands politicus van de VVD.
Braam heeft aan de Katholieke Universiteit Nijmegen geschiedenis gestudeerd en daarna tien jaar in het onderwijs gewerkt. Hij werd in 1990 wethouder van de gemeente Son en Breugel en in 1998 burgemeester van Roerdalen. Daarnaast was hij vanaf 1 september 1999 een half jaar waarnemend burgemeester van de aangrenzende gemeente Ambt Montfort om de ernstig zieke Marjo Koopman-Goumans te vervangen, zij overleed een dag later. Begin 2003 ging Braam terug naar het onderwijs als lid van het College van Bestuur van de Stichting Educatie en Beroepsonderwijs SEB, later de Onderwijsgroep Tilburg, in Tilburg. Hij werd daar in 2005 voorzitter. Vanaf september 2012 was hij als tijdelijk opvolger van Jan Hendrikx, die medio 2012 met pensioen ging, bijna drie jaar de waarnemend burgemeester van Baarle-Nassau.